# COZMIXビル
COZMIXビル(こずみっくすびる)は、新潟市中央区万代にあるオフィスビルである。

## 概要
1997年に新潟トヨタ本社跡地に竣工。日本航空や中国東方航空の他に、2000年から新潟県民エフエム放送が入居していたが、2020年、閉局に伴い撤退した。

## 沿革
- 1997年 (平成7年)：新潟トヨタ本社跡地に竣工。
- 2000年 (平成12年)：新潟県民エフエム放送（FMポート）入居
- 2020年 (令和2年)：FMポート撤退

## フロア構成
- 9階

- - USC（株）新潟支社

- 8階
  - あいおいニッセイ同和損保（株）新潟支店
  - 中国東方航空（株）新潟支店

- 4階
  - 日本航空（株）新潟支店[2]

- 3階
  - COZMIXHALL

- 1階

- - 展示フロア

### 過去の入居施設
- 3階：新潟県民エフエム放送本社（2000 年- 2020年）

## アクセス
- 萬代橋ライン「万代シテイ」停留所よりすぐ